# Buq'ata
Buq'ata (tiếng Ả Rập: بقعاتا; tiếng Hebrew: בוקעאתא) là một thị trấn Druze ở phía bắc của khu vực chiếm đóng của Israel trên Cao nguyên Golan. Buq'ata có diện tích 7.000 dunam (7 km²) giữa hai ngọn núi ở Cao nguyên Golan, Núi Hermonit và Núi Varda. Nằm ở độ cao 1.070 mét so với mực nước biển, nó có dân số 6.485 trong năm 2017. Kể từ khi áp dụng Luật Golan Heights năm 1981, Buq'ata theo luật dân sự của Israel và được đưa vào hệ thống các hội đồng địa phương của Israel. 
בב
Được trao quyền công dân Israel sau khi thông qua Luật Golan Heights, kể từ năm 2012, hầu hết cư dân, giống như phần lớn Druze ở Cao nguyên Golan, nhận quyền thường trú nhưng từ chối quyền công dân Syria và thay vào đó là quyền công dân Syria. Để biết thêm về tình trạng và vị trí của cộng đồng Golan Heights Druze xem tại đây.
Buq'ata là một trong bốn cộng đồng Syria-Druze còn lại trên phần Golan chiếm đóng của Israel, những người khác là Majdal Shams, Ein Qiniyye và Mas'ade. Về mặt địa chất và địa lý, một sự khác biệt được tạo ra giữa Cao nguyên Golan và Núi Hermon, ranh giới được đánh dấu bởi Suối Sa'ar; tuy nhiên, về mặt hành chính thường là chúng được gộp lại với nhau. Buq'ata và Mas'ade ở phía Golan của ranh giới, đặc trưng bởi đá núi lửa đen (đá bazan), trong khi Majdal Shams và Ein Qiniyye ở phía Hermon, do đó ngồi trên đá vôi.

## Lịch sử
Buq'ata được thành lập vào những năm 1880 bởi các gia đình từ thị trấn Majdal Shams lân cận. Nó đã bị phá hủy vào năm 1888 trong một loạt mối thù giữa các làng đối thủ trong khu vực, và một lần nữa vào năm 1925, trong cuộc nổi dậy Syria vĩ đại chống lại sự cai trị bắt buộc của Pháp. Nó trở thành một phần của Syria độc lập vào năm 1946.
Trong cuộc Chiến tranh Sáu ngày năm 1967, thị trấn đã bị Israel chiếm giữ.
Buq'ata đạt được tư cách hội đồng địa phương của Israel năm 1982.  Kể từ cuộc nổi dậy ở Syria, một số bạo lực đã tràn vào Buq'ata, nơi cư dân trung thành với chính phủ của Tổng thống Bashar al-Assad ở Damascus đã đụng độ với các nhà hoạt động chống Assad.

## Nhân khẩu học
Theo dữ liệu được tổng hợp bởi Cục Thống kê Trung ương Israel năm 2001, Buq'ata xếp thứ 2 trên 10 về chỉ số kinh tế xã hội quốc gia.    Năm 2000, 72,5% học sinh lớp 12 tốt nghiệp với chứng chỉ trúng tuyển Bagrut.
Người dân Buq'ata có thường trú tại Israel và nhận trợ cấp phúc lợi xã hội từ Israel.

## Nền kinh tế
Nền kinh tế địa phương chủ yếu là nông nghiệp, với táo và nho là cây trồng chính. Năm 2013, Buq'ata đã thu hoạch 55.000 tấn táo, được bán cho các thị trường ở Israel hoặc xuất khẩu sang Syria. Sự sắp xếp này vẫn hoạt động vào năm 2013, nhưng đang bị đe dọa do cuộc nội chiến ở Syria.